# Jean-Gabriel Montaudouin de La Touche
Jean-Gabriel Montaudouin, sieur de La Touche, né en décembre 1722 à Nantes et mort le 12 mars 1781 à Nantes, est un négociant et armateur nantais, auteur d'écrits réformateurs et de traités d’économie.

## Biographie
Jean-Gabriel Montaudouin est le fils de Thomas Montaudouin (1687-1750), sieur de Launay, et d'Anne Bouette, et le neveu de l'armateur René Montaudouin et frère de Daniel-René Montaudouin de Launay. Marié à Mlle Hay de Slade, il est le beau-père de Pierre Charles Colas des Francs.
Négociant et armateur à Nantes, à la tête de l’armement Montaudouin Frères, propriétaire à Saint-Domingue, il est élu consul en 1755, puis juge en 1767 au sein de la juridiction consulaire de Nantes.
Homme de lettres, auteur d'écrits réformateurs et de traités d’économie, ami de Voltaire (dont il donne le nom à un de ses navires), il est admis comme membre correspondant de l'Académie royale des sciences  en 1758. Il est également membre fondateur de la Société d'agriculture, de commerce et des arts de Bretagne, dont il est l'initiateur en 1756, membre associé de l'Académie des sciences, belles-lettres et arts de Besançon (1780) et membre de l'Académie des belles-lettres, sciences et arts de La Rochelle.
En 1777, il reçoit, en son hôtel particulier, le jeune Joseph-Antoine Poniatowski, neveu du roi de Pologne Stanislas II, alors en voyage en France
Il donne son nom à la rue Montaudouine, à Nantes. Au milieu du XVIIIe siècle, il s'installe dans un hôtel particulier de la rue. Lorsqu'il meurt, en 1786, le nom de la voie est changé pour rappeler sa mémoire. L'immeuble conserve, au-dessus de sa porte, un cartouche d'origine, mais les lettres de la famille ont été remplacées par les initiales « LF », de la compagnie « Loire Fluviale », qui a occupé ultérieurement le bâtiment.

## Publications
- Corps d'observations de la Société d'agriculture, de commerce & des arts, établie par les États de Bretagne. Années 1757 & 1758. (1761)
- Supplément à l'"Essai sur la police générale des grains" (1757)
- Corps d'observations de la Société d'agriculture, de commerce & des arts, établie par les États de Bretagne (Éd. in-8)
- Les intérêts des nations d’Europe relativement au commerce (1767)

### Sources
- Jean Airiau, L'opposition aux physiocrates à la fin de l'Ancien Regime, Librairie générale de droit et de jurisprudence, 1965
- Jacques Hébrail, La France littéraire, Vve Duchesne, 1778
- Les membres et les correspondants de l'Académie royale des sciences 1666-1793, Au palais de l'Institut, 1931
- Charles Coquelin, Dictionnaire de l'économie politique, Guillaumin, 1864